# Булгаркьой
 Тази статия е за селото в Турция.  За селото в Гърция вижте Булгаркьой (дем Димотика).  
Булгаркьой (на турски: Yeni Muhâcir, Йенимухаджир) е село в Източна Тракия, Кешанско, вилает Одрин, Турция. Намира се на 5 километра източно от град Кешан.

## История
Според Анастас Разбойников селото е основано от няколко български семейства от Доганхисар, Западна Тракия в края на XVI век. През XVII век се заселва по-голяма група българи от Доган Хисар. Първоначално българите пристигат и се установяват като овчари заедно с овцете си. През следващите столетия селото се разраства за сметка на четири турски села, които изчезват, а землищата им са присъединени към това на Булгаркьой. Към средата на XVIII век в селото се заселват българи от Маденските села, източно от Солун, които донасят дюлгерския занаят и от които остават някои характерни за солунския говор думи с остатъци от назализми.
В началото на 60-те години на XIX век жителите на Булгаркьой са в конфликт с гръцкия (патриаршисткия) владика. По това време те въвеждат българския език в своето училище и приемат унията. Около 1865 година се отказват от униятството.
През 1911 година по почин на учителя Ангел Атанасов в Булгаркьой се основава клон на обществено-културната организация Българска Матица, в който още на учередителното събрание се записват 54 души.
Според статистиката на професор Любомир Милетич в 1912 година в селото живеят 412 български екзархийски семейства или 2132 души.
В Булгаркьой е имало голямо българско училище, основно и двукласно, със 7 учители и 2 учителки. През учебната 1910 – 1911 година в селото работят петима учители – Ат. Шивачев от Лозенград, К. Гьорчев от Мустафа паша, Ст. Илиев от Булгаркьой, М. Иванова от Прилеп и А. Найдова от Битоля.
По време на Балканската война в Булгаркьой влиза българска войска. При избухването на Балканската война в 1912 година 19 души от Булгаркьой са доброволци в Македоно-одринското опълчение. Линията Мидия - Енос, установена с Лондонския мирен договор от 1913 г., минава на 4 километра югоизточно от селото и го оставя в България. Но по време на Междусъюзническата война на 7 юли 1913 година (неделя – стар стил) турската армия събира мъжете от село Булгаркьой извън селото и ги избива. Селото е опожарено и напълно разорено. Оцелелите 1030 българи са отвлечени от турската войска и откарани в Кешан, а по-късно в Галиполи. Там са прехвърлени на азиатския бряг и „раздадени“ като роби на местните жители. Някои от тях пишат до руския консул в Истанбул, който издейства тяхното освобождаване, качва ги кораб и ги откарва във Варна. Една част от жителите на Булгаркьой, предупредени за предстоящото клане от войник от турската армия, грък по произход, тръгват към Свиленград няколко дни по-рано. Оцелели от това просъществувало над 300 години българско село стигат до Варна, Дедеагач, Галиполи, Тополовград, Бургас и други. Част от тези бежанци основават село Новоселци, днес Константиново.

## Личности
Родени в Булгаркьой
- Атанас Мърдев (1885 – ?), български книжар
- Дамян Калфов (1887 – 1973), български писател, дипломат и юрист
- Димитър Ламбов Хаджимитрев (Иван Василев Аджемов), български комунист, роден в 1 май 1911 година, член на БКП от 1931 година, в СССР от август 1934 година, арестуван на 4 март 1938 година, като монтьор в Трансформаторния цех на Одеската електростанция, умрял на 24 февруари 1939 година в затворническата болница от туберкулоза на белите дробове, посмъртно реабилитиран с постановление на Военната прокуратура на Одеския военен окръг, 3 януари 1963 година[8]
- Стайко Илиев (1886 – ?), български юрист, в 1917 година завършил право в Софийския университет[9]
- Филип Тодоров Филипов (1863 - след 1943), македоно-одрински опълченец, I рота на XI серска дружина, на 20 април 1943 година, като жител на Сомовит, подал молба за българска народна пенсия, която е одобрена и пенсията е отпусната от Министерския съвет на Царство България[10]
- Хараламби Мърдев (1858 – 1913), революционер и просветен деец
- Щерю Ангелов, македоно-одрински опълченец, 20-годишен, 3 рота на 6 охридска дружина[11]
- Дамян Илиев (1893-1961), полковник,  дружинен командир от 10-и пехотен родопски полк, началник на Хасковското и Кърджалийското военно окръжие.[12]